# Ancistrocerus handschini
Ancistrocerus handschini är en stekelart som först beskrevs av Schulthess 1935.  Ancistrocerus handschini ingår i släktet murargetingar, och familjen Eumenidae. Inga underarter finns listade i Catalogue of Life.